# William Cranch Bond
William Cranch Bond (Falmouth, 9 settembre 1789 – 29 gennaio 1859) è stato un astronomo statunitense e primo direttore dell'Harvard College Observatory.

## Biografia
William Bond era figlio di un orologiaio, istruito dal padre e grazie alla sua predisposizione per l'ingegneria, Bold ha costruito il suo primo orologio all'età di 15 anni. In seguito è subentrato al padre negli affari diventando un esperto orologiaio.
Nel 1806, all'età di 17 anni, Bond ha osservato un'eclissi di Sole, da quel momento è diventato un appassionato astronomo amatoriale. Quando ha costruito la sua prima casa, ha dedicato una camera ad osservatorio con un'apertura nel tetto da cui poteva osservare il cielo con il suo telescopio.
Nel 1815, su incarico dell'Università di Harvard, ha viaggiato in Europa per raccogliere informazioni sugli osservatori europei.

Il 18 luglio del 1819 Bond ha sposato una sua cugina, Selina Cranch, da cui ha avuto sei figli, 4 maschi e 2 femmine, tra cui George Phillips Bond, anch'egli astronomo, con cui ha condiviso numerose scoperte. Alla morte della moglie Selina, avvenuta nel 1831, Bond ne ha sposato la sorella maggiore, Mary Roope Cranch.
Nel 1839 Bond ha trasferito gratuitamente il suo equipaggiamento astronomico presso l'Università di Harvard, che lo ha usato per le osservazioni astronomiche dell'Università. Nel 1843, grazie al grande interesse di pubblico che una cometa aveva suscitato, Harvard è riuscita a raccogliere 25.730 dollari per la costruzione di un osservatorio all'avanguardia. Bond ha progettato la struttura e la postazione d'osservazione (entrambi ancora usati oggigiorno), e l'Università ha comprato un telescopio rifrattore da 38 centimetri, la stessa misura del più grande telescopio del tempo. Il telescopio ha visto la prima luce il 24 giugno del 1847 ed è stato puntato verso la Luna.

## Scoperte
- Bond ha co-scoperto in modo indipendente la grande cometa del 1811.
- Nel 1848, insieme al figlio George, ha scoperto il satellite naturale di Saturno Iperione, scoperto in modo indipendente anche da William Lassell.
- Nel 1850 padre e figlio sono stati i primi ad osservare l'anello C di Saturno, che all'epoca era l'anello più interno conosciuto.
- Lavorando insieme al fotografo John Adams Whipple, i Bond sono stati precursori nell'astrofotografia, scattando il primo dagherrotipo di una stella (Vega nel 1850). In tutto i tre hanno realizzato tra le 200 e le 300 foto di oggetti celesti.

## Onorificenze
In onore di Bond sono stati battezzati numerosi oggetti, tra cui:
- Il cratere W. Bond sulla Luna.
- Una regione su Iperione, chiamata "Bond-Lassell Dorsum"
- L'asteroide 767 Bondia, in onore suo e del figlio.
- il Bond Gap all'interno dell'anello C di Saturno.